# 458 Hercynia
458 Hercynia eller 1900 FK är en asteroid i huvudbältet, som upptäcktes 21 september 1900 av de tyska astronomerna Max Wolf och Friedrich Karl Arnold Schwassmann i Heidelberg. Den är uppkallad efter det latinska namnet på ett område i Tyskland.
Asteroiden har en diameter på ungefär 36 kilometer.